# Fukuoka (Toyama)
Fukuoka (福岡町 Fukuoka-machi?) fue una ciudad localizada en el Distrito de Nishitonami, Prefectura de Toyama, Japón.

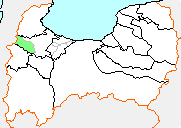
Ubicación de la antigua ciudad de Fukuoka en la Prefectura de Toyama.

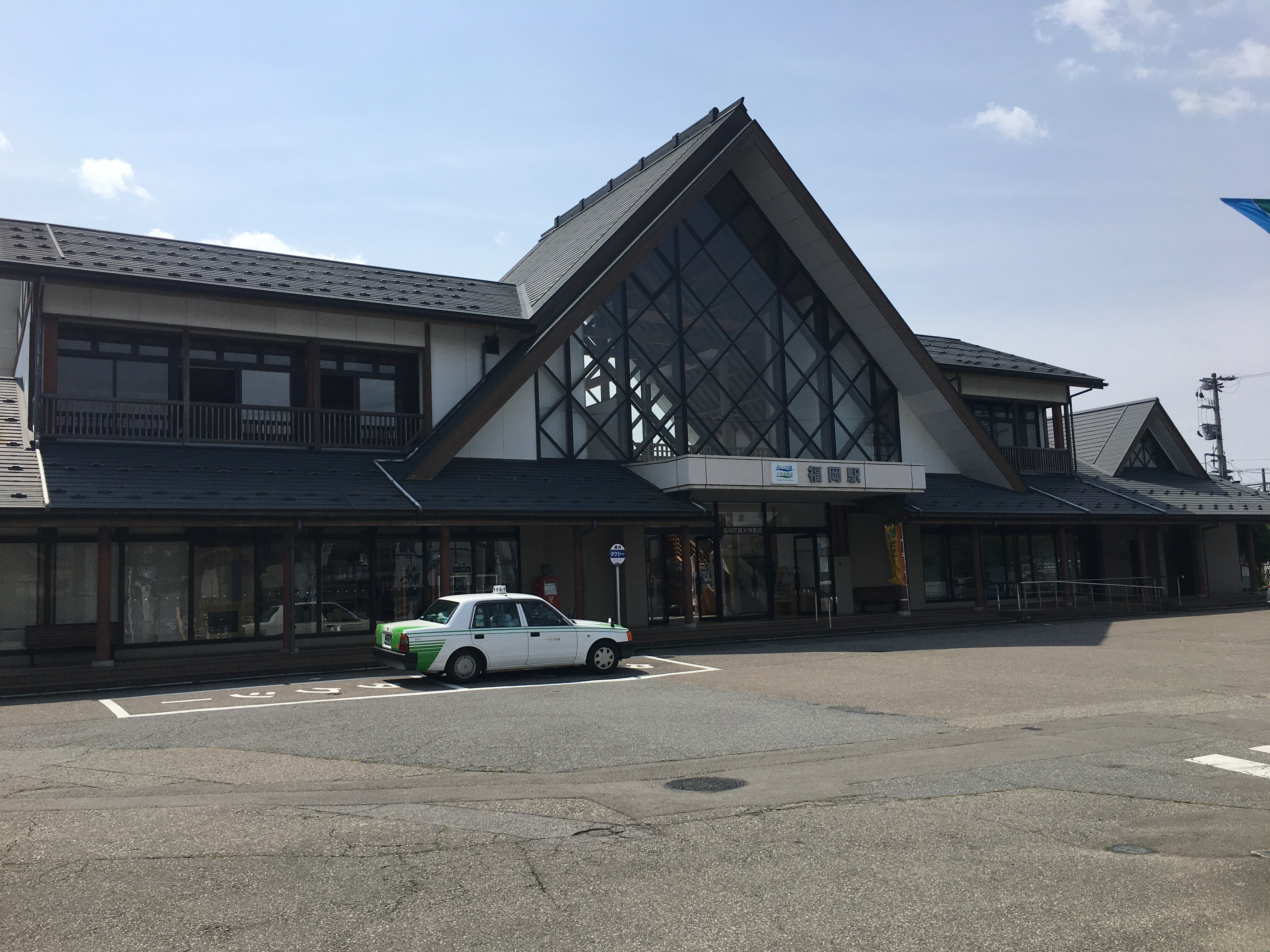
La estación "Fukuoka" de la JR West en la ciudad de Fukuoka por donde pasa la "Línea Principal Hokuriku".

El 1 de noviembre de 2005, Fukuoka se fusionó con la ciudad de Takaoka que se expandió. 
En el 2003, la ciudad tiene un estimado de la población de 13.623 habitantes y una Densidad de 231,84 personas por km². La superficie total es de 58.76 km².
La fiesta de la ciudad se llamaba Tsukurimon y destacaba por los productos elaborados con tallas y dioramas.
Fukuoka fue la sede de la "Kameo Corporation", los diseñadores de la "Boyfriend's Arm Pillow".